# Barbara Hagerman
Pour les articles homonymes, voir Hagerman.
Barbara Oliver Hagerman, née Barbara Ann Oliver le 9 février 1943 à Hartland (Nouveau-Brunswick) et morte le 6 octobre 2016 à Charlottetown, est une artiste, professeur de musique et elle fut la 27e lieutenante-gouverneure de l'Île-du-Prince-Édouard du 31 juillet 2006 au 15 août 2011. Elle fut la deuxième femme dans l'histoire de la province à occuper cette position.

## Biographie
Barbara Hagerman a obtenu un diplôme de l'Université Mount Allison, se spécialisant en voix et orgue. Elle commença sa carrière musicale à Charlottetown, sa ville de résidence, et Summerside. Elle fit une brillante carrière sur l'île comme chanteuse soliste avec l'Orchestre symphonique de l'Î.-P.-É., elle fut aussi chef de la chorale de la communauté de Summerside pendant 17 ans. Sous sa direction, la chorale fit des tournées dans les provinces maritimes et même à Carnegie Hall.
Elle fut une bénévole active et une grande participante dans le domaine de la musique au Canada. Elle a fait du bénévolat au sein de la Fédération des festivals de musique canadienne et de l'Association des festivals de musique de l'Î.-P.-É.. Elle apporta également son aide aux personnes âgées et les enfants avec des besoins spéciaux.
Elle se maria avec Nelson Hagerman, ils ont deux enfants et deux petits-enfants. Sa mère résida également à Summerside.
Son investiture de représenter la reine Élisabeth II à l'Île-du-Prince-Édouard comme lieutenante-gouverneure fut confirmée par le bureau du premier ministre du Canada Stephen Harper, le 12 juillet 2006. Hagerman entra en fonction comme lieutenante-gouverneure le 31 juillet 2006. Les fonctions de lieutenant-gouverneur furent remplies par John A. McQuaid, le 12 et 13 mars 2008 comme l'administrateur de l'Île-du-Prince-Édouard).
Avant son investiture, il y avait la dispute que ce n'était que du patronage par le premier ministre du Canada Stephen Harper. Le mari de Barbara Hagerman, Nelson Hagerman était le « trésorier du Parti conservateur du Canada à l'Î.-P.-É., président de l'association des conservateurs de la royauté de Winsloe-West et le dépositaire du Parti conservateur dans la province. ». Son époux était l'organisateur en chef pour Belinda Stronach dans la course du chef du Parti conservateur en 2003. Avant son investiture, elle n'avait aucune expérience en droit ou la politique.

## Titre
- Ordre de l'Île-du-Prince-Édouard